# ナイチンゲール症候群
ナイチンゲール効果またはナイチンゲール症候群（Florence Nightingale effect）とは、看護提供者(通常は、看護師)が患者に対して、医療的ケアを通じた関わりの中で、恋愛・性的感情を抱くことがある現象を指す。その感情は、患者の回復後に自然に薄れていくケースもあれば、持続して発展する場合もある。

## 起源
この効果は、19世紀後半の看護先駆者フローレンス・ナイチンゲールに因んで名付けられた。ナイチンゲールはそのクリミア戦争での看護に対する献身により、彼女が初めて病院で始めた夜の巡回に因んで「ランプの貴婦人」と評された。彼女の貢献により、病院における患者の扱いは大きな変革を遂げ、多くの人に現代の看護の創始者と認識されている。複数の求婚者が居たにもかかわらず、看護学の探求の妨げになると恐れ、結婚をすることは無かった。しかし、結婚こそしなかったものの、ナイチンゲールは自伝により複数の患者と関係を持ったことを明かしている。これに、Albert Finneyが1982年のインタビューでナイチンゲール症候群として触れ、以降しばらく福祉医療従事者のキャリアにおける非物質的無形の報酬つまり「やりがい」を表すフレーズとして使用された。

## 医療
「ナイチンゲール効果」と「ナイチンゲール症候群」はしばしば同じ意味で使われる。しかしながら、後者は通常ナイチンゲール自身が患ったとされる慢性疲労症候群を指す。晩年のナイチンゲールはこの慢性疲労症候群とよく似た症状を患っていたという。
ナイチンゲール効果は医学的な状態を表すものではなく、ポップカルチャーにおいてそのような状況に対して名付けられたものである。
医療業界では、看護提供者が患者と個人的な関係を持つことは、看護師・患者の関係性に定められる職業倫理に反する。

## 誤用
この用語はしばしば患者側が看護提供者の優しげな対応を愛着、好意と解釈して恋に落ちるという意味で、逆の意味として誤用されることが多い。この場合の正しい用語は、フロイトがいうところの転移による転移性恋愛である。

## ナイチンゲール効果を扱った映画
- 『バック・トゥ・ザ・フューチャー』（1985年、アメリカ）
"I guess she felt sorry for him 'cause her dad hit him with the car."
「たぶん、彼女の父親が彼を車で轢いてしまったから、哀れに思ったんだよ」
"He hit me with the car."
「って、俺を轢いたんだった」
"That's the Florence Nightingale effect."
「それはナイチンゲール効果ってやつだ」
"It happens in hospitals when nurses fall in love with their patients."
「病院で、看護師が患者に恋におちるときのことさ」

## ナイチンゲール効果を扱った諺
- "Pity is akin to love." - 夏目漱石訳「可哀想だた惚れたつて事よ」（『三四郎』より）
ローレンス・スターン作「紳士トリストラム・シャンディの生涯と意見」からの引用といわれている。